# Il fantastico mondo di Mr. Monroe
Il fantastico mondo di Mr. Monroe (My World and Welcome to It) è una serie televisiva trasmessa dall'emittente statunitense NBC dal 15 settembre 1969 al 6 marzo 1970.
Scritta da Melville Shavelson, è liberamente ispirata ai fumetti e alla figura del cartoonist del New Yorker James Thurber (1894-1961).
Il protagonista John Monroe (interpretato da William Windom), fumettista sognatore, crea infatti avventure fantasiose, in sequenze animate, in cui fugge dalla realtà quotidiana; la parte animata è ispirata ai fumetti My World and Welcome to It di Thurber.
"Una delle sitcom più bizzarre di sempre" vinse 2 Emmy Awards 1970, come Miglior serie comica e Miglior attore a William Windom.
In Italia andò in onda sul Programma Nazionale a partire dal 15 marzo 1976.